# Клаудіуш Баран
Клаудіуш Баран (пол. Klaudiusz Baran, народився в Перемишлі) — польський акордеоніст, бандонеоніст, ректор Музичного університету Фридерика Шопена.

## Життєпис
Випускник Музичної академії імені Фридерика Шопена у Варшаві (клас професора Джерзі Джурко) і Консерваторії «Paul Dukas» в Парижі (клас професора Макса Боннея). Також працював під керівництвом акордеоністів Фрідріха Ліпс та В'ячеслава Сємьонова.
У його репертуарі — твори від бароко до сучасної музики. Виступає як сольно, так і з камерними ансамблями й симфонічними оркестрами Польщі, Франції, Італії, Австрії, України, Росії, Іспанії, Німеччини, Сербії, Словаччини, Чехії, Литви, Естонії, Білорусі, Великої Британії, Норвегії, Китаю, Аргентини.
Брав участь у численних музичних фестивалях у різних країнах світу.
Був запрошений як лектор у міжнародних майстер-класах (Польща, Франція, Сербія).
Зробив багато записів для польського радіо і телебачення, а також для театру і кіно.
Є професором Варшавського музичного університету імені Фридерика Шопена.

## Відзнаки
Лауреат багатьох міжнародних конкурсів акордеоністів (в тому числі в Кастельфідардо і Парижі).